# SNCF Z 20500 전동차

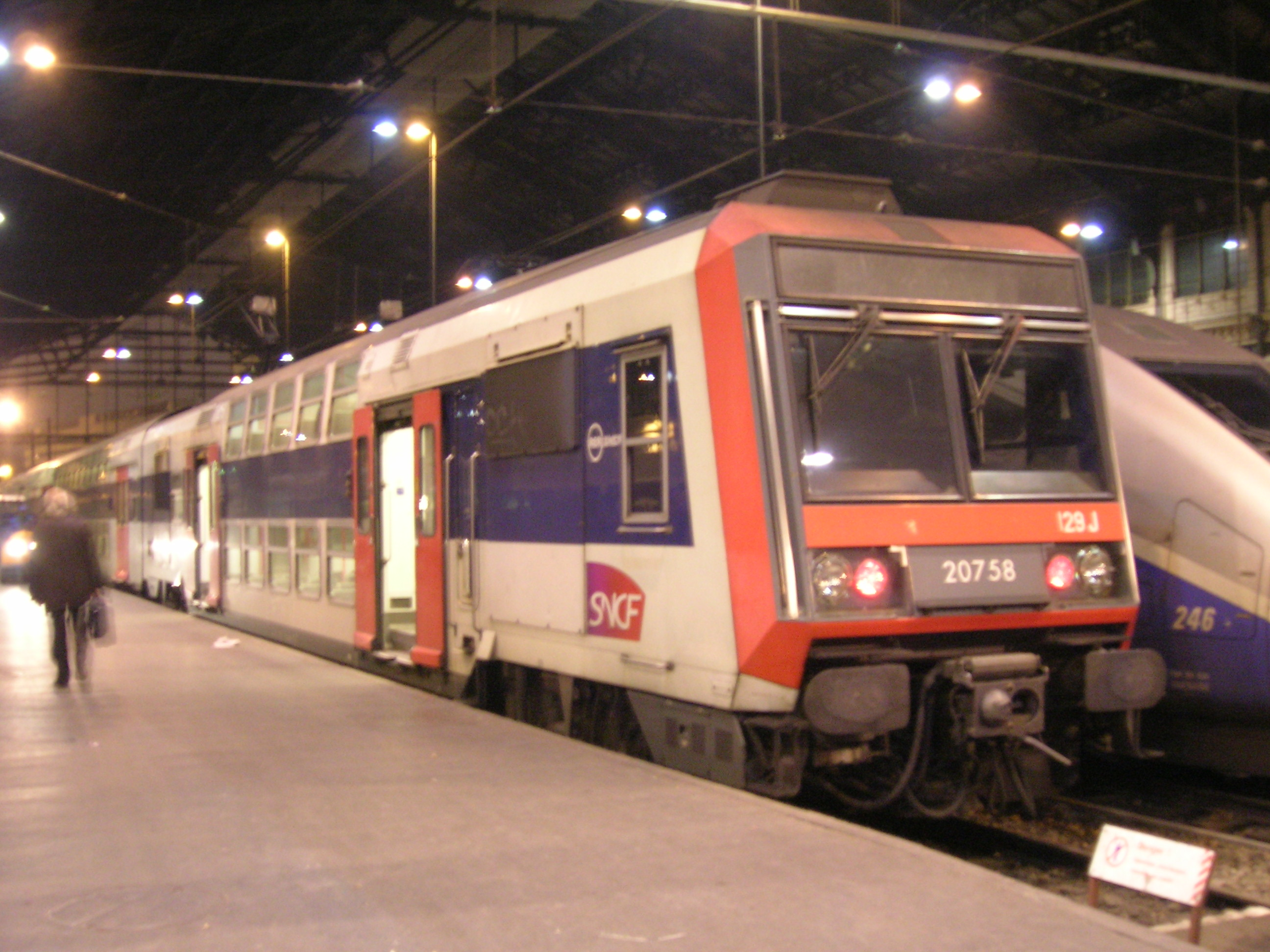
파리 리용 역에 정차중인 Z 20757/758 편성

Z 20500은 SNCF가 소유·운용하는 근교형 전동차이다.

## 개요

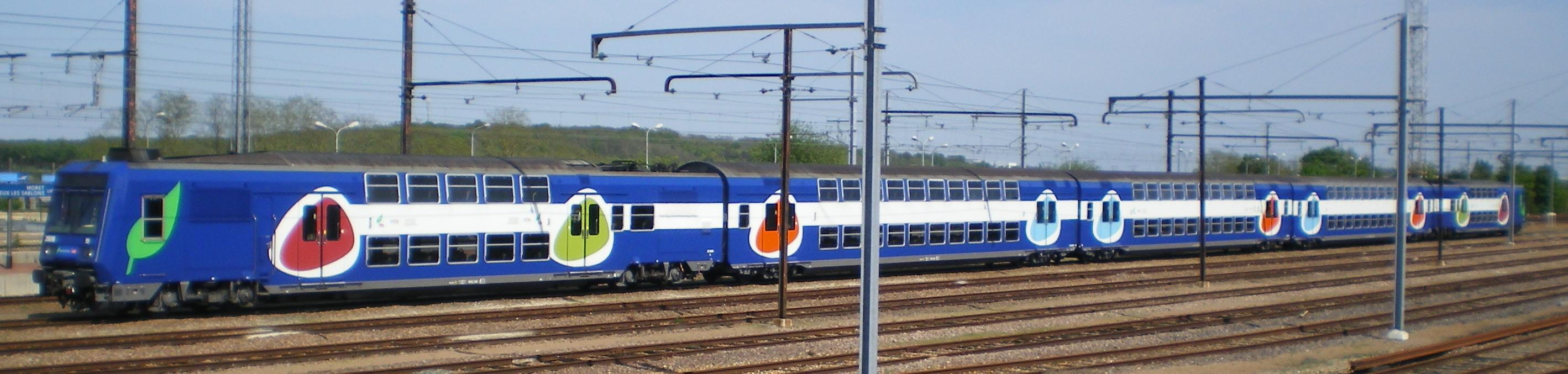
Z 20697/698 편성 전경

1988년부터 1998년까지 총 194개 편성이 제작되었으며 하나의 편성은 4량(Mc'1-T-T'-Mc'2) 내지 5량(Mc'1-T-T-T'-Mc'2)으로 구성된다. 직류 1500V와 교류 25kV를 사용하는 교직류 겸용이며 객실은 2층으로 되어 있고 크로스 시트가 사용된다.
제작시기에 따라 크게 1차분부터 4차분까지로 나뉜다.
- 1차분 : Z 20501/502부터 Z 20583/584까지의 42개 편성.
- 2차분 : Z 20585/586부터 Z 20625/626까지의 21개 편성.
- 3차분 : Z 20627/628부터 Z 20749/750까지의 62개 편성. 주로 RER D호선에 투입되었다.
- 4차분 : Z 20751/752부터 Z 20887/888까지의 69개 편성.

## 운용
RER C호선, D호선을 비롯하여 트랑질리앵(fr)의 여러 노선에 투입, 운용되고 있다.